# Rétság

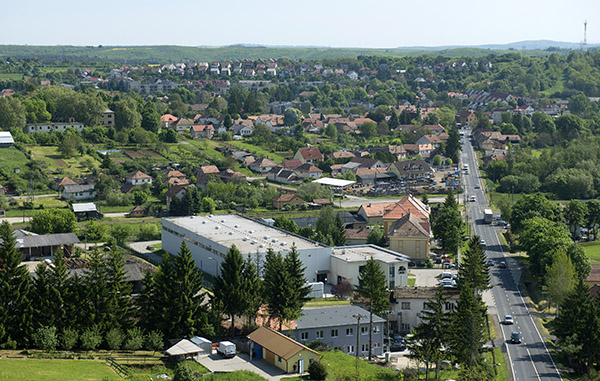
Utsikt över Rétság.

Rétság är en mindre stad i Ungern.